# Paphinia benzingii
Paphinia benzingii es una especie de orquídea de hábito terrestre. Es nativa de Ecuador donde crece en alturas de 750 m s. n. m.

## Características
Es una orquídea con flores blancas manchadas de marrón rojizo. La planta se ha encontrado en compañía de Paphinia hirtzii y Paphinia litensis. La presencia de tres especies del género Paphinia en el mismo ecosistema sugiere que sus polinizadores, las abejas machos  Euglossini participan de una manera especial en mantener la supervivencia de las especies.

## Etimología
El nombre del género fue dado en honor del Dr. David Benzing, un biólogo de la Oberlin College (Ohio, EE. UU.) que recogió la planta.